# Quartier Saint-Blaise
Pour les articles homonymes, voir Saint-Blaise.
Le quartier Saint-Blaise fait partie du quartier administratif de Charonne situé dans le 20e arrondissement de Paris. 

## Situation et accès
Il est délimité par le boulevard Davout, la rue des Pyrénées, la rue d'Avron et une partie de la rue de Bagnolet.

## Description
Le quartier Saint-Blaise est l'un des quartiers les plus denses d'Europe, avec plus de 12 491 habitants pour une superficie approximative de 17 hectares,, ce qui donnerait un ratio reporté au km² de plus de 75 000 habitants/km², contre 21 000 pour la ville de Paris. À titre de comparaison, la densité en France métropolitaine était de 116,14 habitants/km² et de 102,7 habitants/km² avec l'outre-mer en 2011.

## Projet d'urbanisation
Un projet de restructuration a été entrepris en 2004, notamment et selon la mairie du 20e arrondissement de Paris pour désenclaver le quartier, développer son économie, ses équipements de proximité et sa vie locale. Il est inscrit dans le cadre du grand projet de renouvellement urbain (GPRU), de la ZAC Saint-Blaise, entrepris par la Semaest (Société d'économie mixte de l’Est parisien). L'opération d'aménagement de la zone Cardeurs-Vitruve lancée en 2010 par la ville de Paris doit permettre le prolongement de la rue du Clos jusqu'à la ligne 3b du tramway.
À cela s'ajoute le passage du prolongement de la ligne T3 du tramway, en 2012, boulevard Davout.

## Sécurité
Le quartier dans son ensemble est classé depuis 2013 en zone de sécurité prioritaire, avec renforcement des effectifs de la police nationale. En effet, le quartier « souffre plus
que d’autres d’une insécurité quotidienne et d’une délinquance enracinée » et « connaît depuis quelques années une dégradation importante de ses conditions de sécurité », ce qui a été identifié comme tel par le Ministère de l'Intérieur du Gouvernement Jean-Marc Ayrault, permettant ainsi à ce territoire de bénéficier de policiers supplémentaires.

## Origine du nom

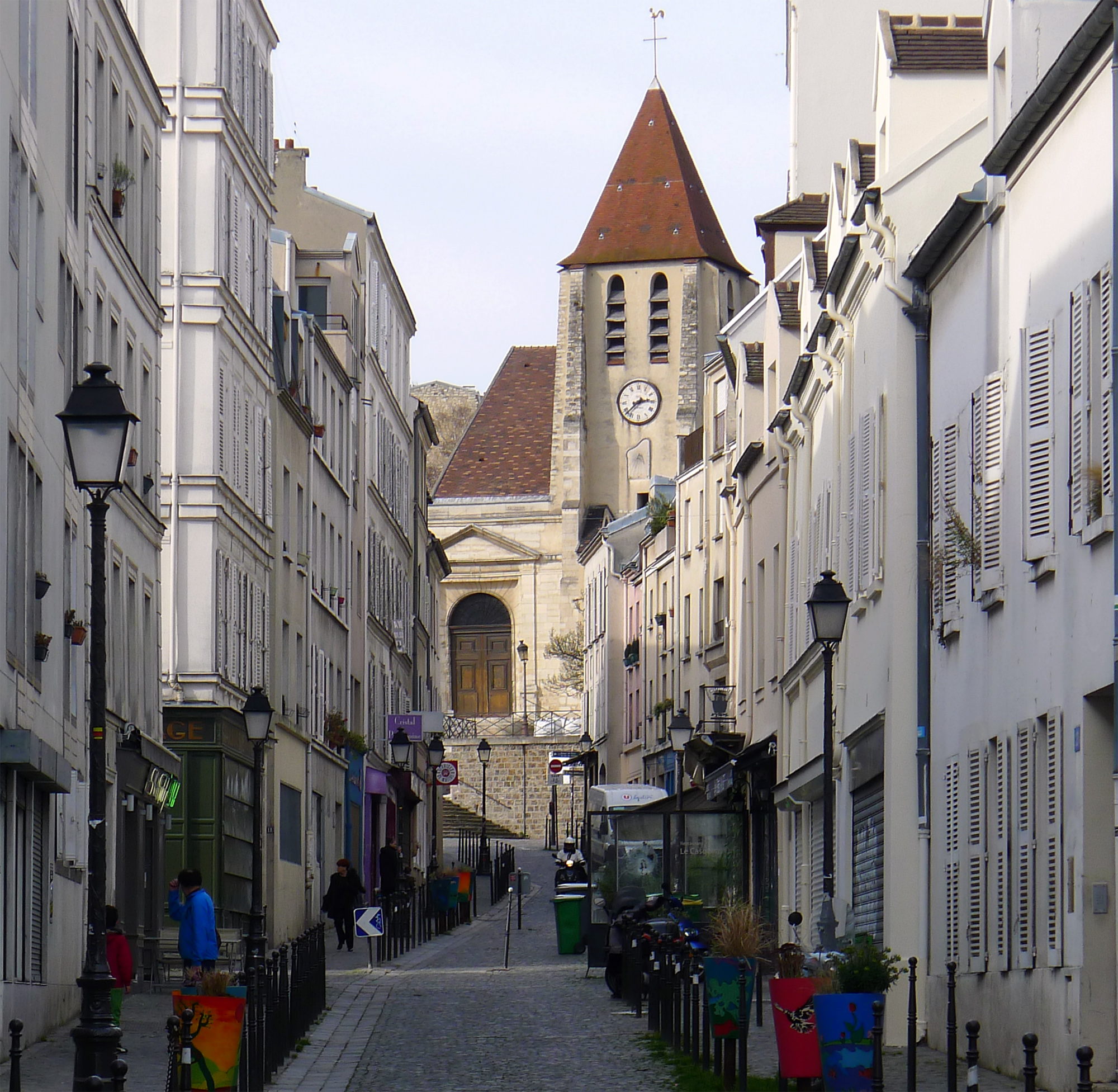
La rue Saint-Blaise avec en perspective l'église Saint-Germain de Charonne.

Le quartier tient son nom de la principale voie du quartier, la rue Saint-Blaise.

## Historique
Le quartier Saint-Blaise est issu de l'ancien village de Charonne qui fut rattaché à Paris en 1860.
C'est aussi le lieu principal pour le tournage du film La Gardav de Thomas Lemoine et Dimitri Lemoine.